# Tweede Kamerverkiezingen 1959

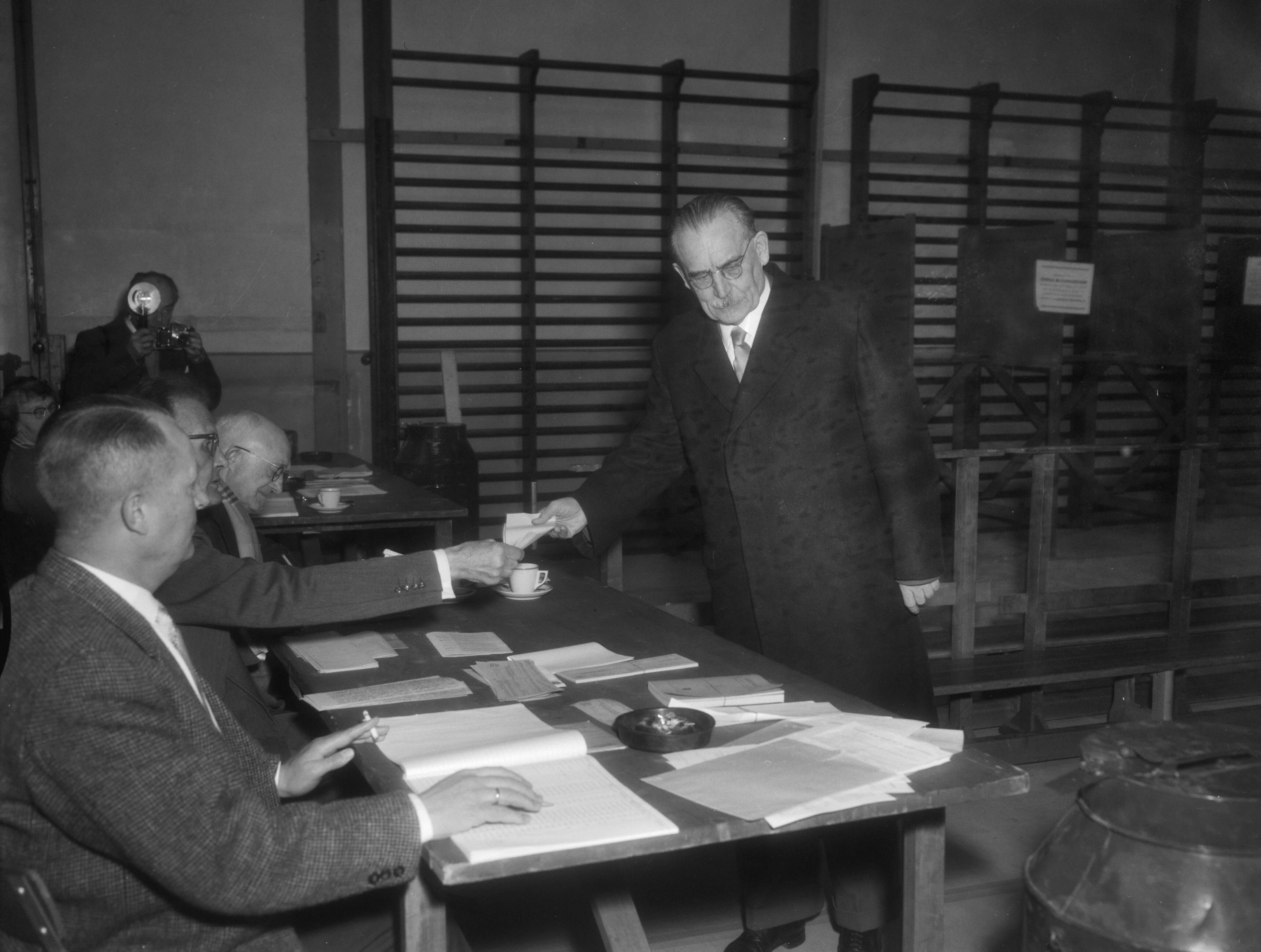
Oud-premier Dr. W. Drees brengt zijn stem uit.

De Tweede Kamerverkiezingen 1959 waren verkiezingen in Nederland voor de Tweede Kamer der Staten-Generaal. Zij vonden plaats op 12 maart 1959.
De verkiezingen werden gehouden na de ontbinding van de Tweede Kamer als gevolg van de val van het kabinet-Drees III.
Deze verkiezingen waren na de grondwetsherziening van 1956 de eerste verkiezingen waarbij 150 zetels verkiesbaar waren. Als gevolg van deze uitbreiding was de drempel voor een partij om een zetel in de Kamer te verwerven gedaald van 1% naar 0,667%.

## Uitslag

### Opkomst en kiesdeler
|                          | 1956      | 1956      | 1959      | 1959  |
| # stemmen                | %         | # stemmen | %         |       |
| ------------------------ | --------- | --------- | --------- | ----- |
| Kiesgerechtigden         | 6.125.210 |           | 6.427.864 |       |
| Niet opgekomen           | 275.558   | 4,50      | 284.455   | 4,43  |
| Opkomst                  | 5.849.652 | 95,50     | 6.143.409 | 95,57 |
| Blanco/ongeldige stemmen | 121.910   | 2,08      | 143.878   | 2,34  |
| Geldige stemmen          | 5.727.742 | 97,92     | 5.999.531 | 97,66 |
| Kiesdeler                | 57.278    | -         | 39.997    | -     |

### Verkiezingsuitslag naar partij
Doordat de PvdA bij deze verkiezingen twee zetels verloor, werd de KVP met 49 zetels de grootste partij. De grootste winnaar was de VVD, die zes zetels won en de ARP als derde partij voorbij streefde.
De CPN, die in 1958 met een intern conflict te maken had gekregen, zag haar zeteltal teruglopen van zeven naar drie. Ter linkerzijde verscheen, met twee zetels, de PSP nieuw in de Kamer. ARP en CHU verloren beide een zetel. Het GPV miste op enkele tientallen stemmen de entree in de Tweede Kamer.
| Partij                   | Partij                   | 1956      | 1956  | 1956   | 1959      | 1959  | 1959   | verschil | verschil |
| Partij                   | Partij                   | # stemmen | %     | zetels | # stemmen | %     | zetels | %        | zetels   |
| ------------------------ | ------------------------ | --------- | ----- | ------ | --------- | ----- | ------ | -------- | -------- |
|                          | KVP                      | 1.815.310 | 31,69 | 49     | 1.895.914 | 31,60 | 49     | -0,09    | 0        |
|                          | PvdA                     | 1.872.209 | 32,69 | 50     | 1.821.285 | 30,36 | 48     | -2,33    | -2       |
|                          | VVD                      | 502.530   | 8,77  | 13     | 732.658   | 12,21 | 19     | +3,44    | +6       |
|                          | ARP                      | 567.535   | 9,91  | 15     | 563.091   | 9,39  | 14     | -0,52    | -1       |
|                          | CHU                      | 482.918   | 8,43  | 13     | 486.429   | 8,11  | 12     | -0,32    | -1       |
|                          | CPN                      | 272.054   | 4,75  | 7      | 144.542   | 2,41  | 3      | -2,34    | -4       |
|                          | SGP                      | 129.517   | 2,26  | 3      | 129.678   | 2,16  | 3      | -0,10    | 0        |
|                          | PSP                      | -         | -     | -      | 110.499   | 1,84  | 2      | +1,84    | +2       |
|                          | GPV                      | 37.206    | 0,65  | 0      | 39.972    | 0,67  | 0      | +0,02    | 0        |
|                          | BP/PLM                   | -         | -     | -      | 39.423    | 0,66  | 0      | +0,66    | 0        |
|                          | Brug-groep               | -         | -     | -      | 34.723    | 0,58  | 0      | +0,58    | 0        |
|                          | PCNU                     | -         | -     | -      | 1.317     | 0,02  | 0      | +0,02    | 0        |
| overige partijen in 1956 | overige partijen in 1956 | 48.463    | 0,85  | 0      | -         | -     | -      | -0,85    | 0        |
| Totaal                   | Totaal                   | 5.727.742 | 100   | 150    | 5.999.531 | 100   | 150    | 0        | 0        |

## Kabinetsformatie
Nadat de vorming van een vijf-partijen-kabinet was mislukt, vormden KVP, VVD, ARP en CHU op 19 mei 1959 het kabinet-De Quay.
*1848 · *1850 · **1852 · *1853 · **1854 · **1856 · **1858 · **1860 · **1862 · **1864 · **1866 (I) · *1866 (II) · *1868 · **1869 · **1871 · **1873 · **1875 · **1877 · **1879 · **1881 · **1883 · *1884 · *1886 · *1887 · *1888 · 1891 · *1894 · 1897 · 1901 · 1905 · 1909 · 1913 · *1917 · *1918 · 1922 · 1925 · 1929 · *1933 · 1937 · *1946 · *1948 · 1952 · 1956 · *1959 · 1963 · *1967 · 1971 · *1972 · 1977 · 1981 · *1982 · 1986 · *1989 · 1994 · 1998 · 2002 · *2003 · *2006 · *2010 · *2012 · 2017 · 2021 · *2023
* Algemene verkiezingen in verband met (vervroegde) ontbinding van de Tweede Kamer
** Periodieke verkiezingen in verband met het einde van de zittingstermijn van de helft van de Tweede Kamerleden